# Hesperantha schlechteri
Hesperantha schlechteri là một loài thực vật có hoa trong họ Diên vĩ. Loài này được (Baker) R.C.Foster miêu tả khoa học đầu tiên năm 1936.